# Rabi' II
Rabīʿ II in arabo ربيع الثاني‎?, Rabīʿ al-thāni, ossia "primavera seconda" o "seconda quarta parte", è il quarto mese dell'anno lunare usato per scandire il tempo dai musulmani.
Si colloca fra rabīʿ al-awwal e jumādā al-awwal e ha 29 giorni soltanto.